# Fair Bluff
Fair Bluff és una població dels Estats Units a l'estat de Carolina del Nord. Segons el cens del 2000 tenia 1.181 habitants.

## Demografia
Segons el cens del 2000, Fair Bluff tenia 1.181 habitants, 505 habitatges i 308 famílies. La densitat de població era de 211,1 habitants per km².
Dels 505 habitatges en un 26,7% hi vivien nens de menys de 18 anys, en un 37,2% hi vivien parelles casades, en un 20,8% dones solteres, i en un 39% no eren unitats familiars. En el 36% dels habitatges hi vivien persones soles el 19,8% de les quals corresponia a persones de 65 anys o més que vivien soles. El nombre mitjà de persones vivint en cada habitatge era de 2,32 i el nombre mitjà de persones que vivien en cada família era de 2,98.
Per edats la població es repartia de la següent manera: un 25,2% tenia menys de 18 anys, un 7,6% entre 18 i 24, un 24,1% entre 25 i 44, un 23,6% de 45 a 60 i un 19,4% 65 anys o més.
L'edat mediana era de 39 anys. Per cada 100 dones de 18 o més anys hi havia 72,5 homes.
La renda mediana per habitatge era de 17.008 $ i la renda mediana per família de 22.969 $. Els homes tenien una renda mediana de 20.764 $ mentre que les dones 16.731 $. La renda per capita de la població era de 9.829 $. Entorn del 31,8% de les famílies i el 37,1% de la població estaven per davall del llindar de pobresa.

## Poblacions més properes
El següent diagrama mostra les poblacions més properes.